# Sacro Speco
San Benedetto o Sacro Speco és un antic monestir benedictí al territori de Subiaco, a la Ciutat metropolitana de Roma Capital, al Laci. El monestir s'erigeix a la curvatura d'una immensa paret de roca del Monte Taleo i es recolza en nou arcs alts, parcialment ogivals. L'interior és un complicat laberint d'entorns, esglesiola, capelles, algunes excavades a la roca, és recobert d'una preciosa decoració al fresc de diverses èpoques: obres romanes d'Orient primitives (segle viii); el preciós retrat de Francesc d'Assís (1223), una representació del Sant realitzada abans de la seva mort; o les pintures del Magister Consolus (segle xiii); els notables frescs de les escoles sieneses i umbro-marca que decoren l'església superior i altres entorns (segles xiv i xv).

## Galeria d'imatges

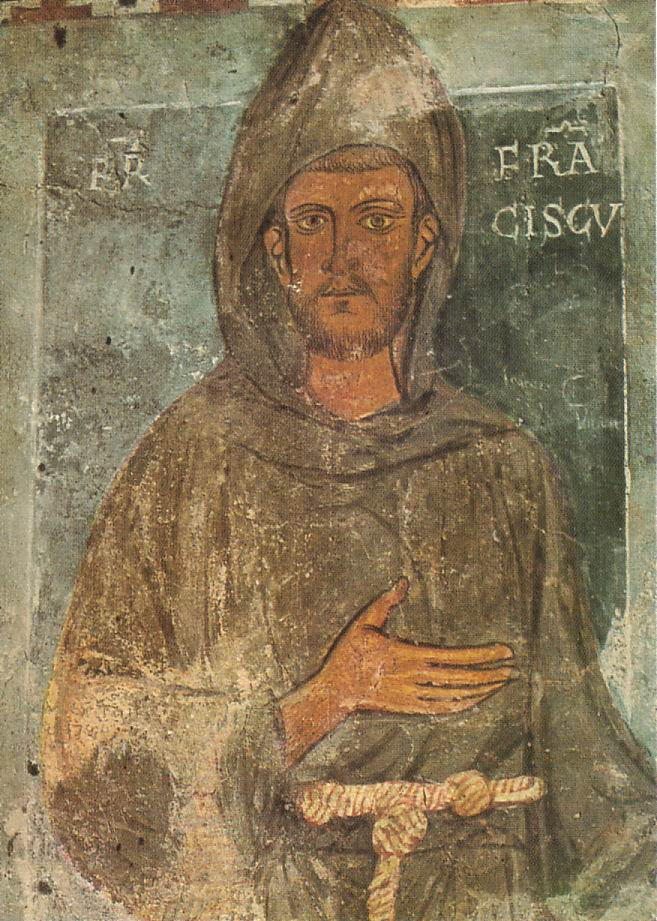
Retrat de FRA-CISCVS sense els estigmes ni l'aurèola
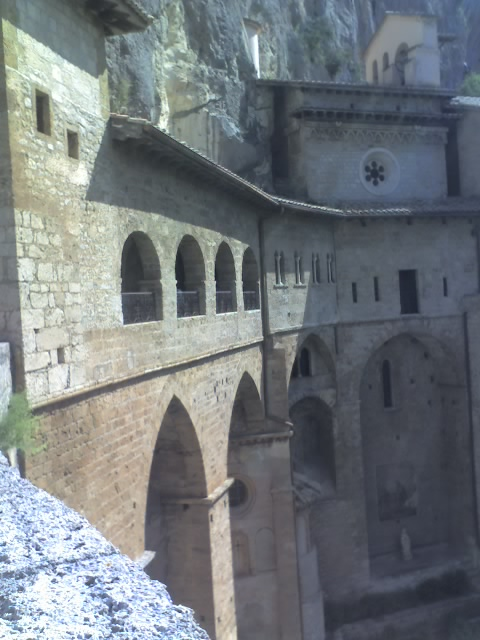
Sacro Speco de Subiaco
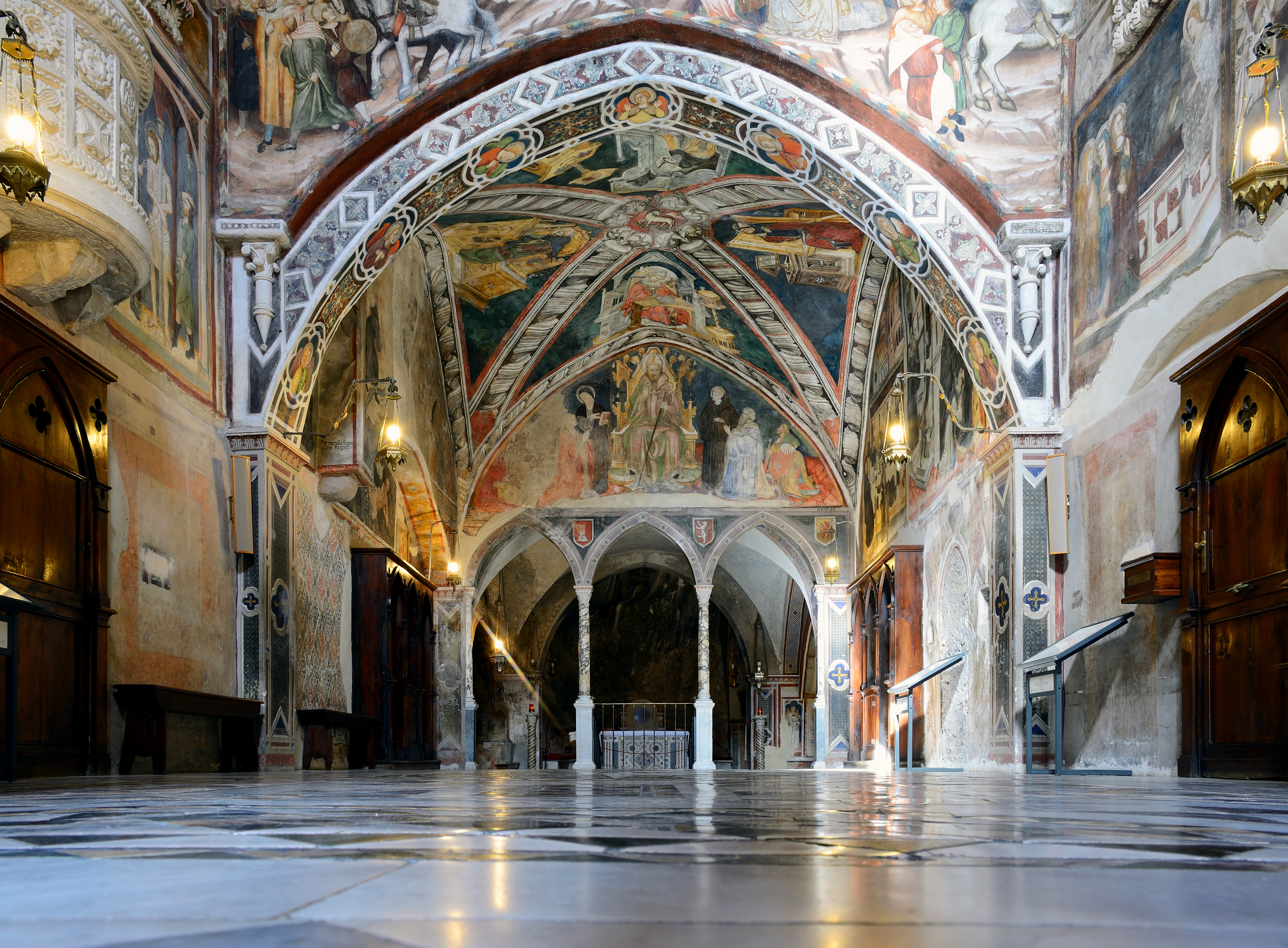
L'església medieval del monestir de Sacro Speco